# 黃帶擬姬鮨
黃帶擬姬鮨，為輻鰭魚綱鱸形目鱸亞目鮨科的其中一種，分布於西北太平洋的日本相模灣海域，棲息深度40-50公尺，體長可達9公分，為底棲性魚類，屬肉食性，生活習性不明。